# Marcia Talley
Pour les articles homonymes, voir Talley.
Marcia Talley, née Marcia Dutton le 12 avril 1943 à Cleveland dans l’Ohio, est une romancière américaine, auteur de roman policier. Ses écrits ne sont pas traduits en français.

## Biographie
Elle étudie le français à l’Oberlin College dont elle sort diplômée en 1965. Elle travaille comme bibliothécaire à la Bryn Mawr School (en), puis est chargée du classement et de l’archivage au St. John's College (en). Elle reprend ses études à l’université du Maryland et obtient son diplôme en 1981. Elle travaille ensuite comme secrétaire et bibliothécaire pour différentes entreprises et services d’États.
Elle débute comme romancière en 1999 avec le roman Sing It to Her Bones. Principalement connue aux États-Unis pour ses romans et sa série policière consacrée au personnage de Hannah Ives, elle écrit également des nouvelles et des novellas, travaux pour lesquels elle a notamment reçu deux prix Agatha.

## Œuvre

### Romans

#### SérieHannah Ives Mystery
- Sing It to Her Bones (1999)
- Unbreathed Memories (2000)
- Occasion of Revenge (2001)
- In Death's Shadow (2004)
- This Enemy Town (2005)
- Through the Darkness (2006)
- Dead Man Dancing (2008)
- Without a Grave (2009)
- All Things Undying (2010)
- A Quiet Death (2011)
- The Last Refuge (2012)
- Dark Passage (2013)
- Tomorrow's Vengeance (2014)
- Daughter of Ashes (2015)
- Footprints to Murder (2016)
- Mile High Murder (2017)
- Tangled Roots (2019)
- Done Gone (2021)
- Disco Dead (2022)

### Autres romans
- Naked Came the Phoenix (2001), roman écrit en collaboration avec une douzaine d'écrivains, dont Nevada Barr, Laurie R. King, Val McDermid, Lisa Scottoline, Anne Perry et Nancy Pickard
- No Rest for the Dead (2011), roman écrit en collaboration avec une vingtaine d'écrivains, dont Jeff Abbott, David Baldacci, Thomas H. Cook, Tess Gerritsen, Jeff Lindsay, Lisa Scottoline et R. L. Stine.

### Novellas
- Can You Hear Me Now? (2011)
- Conventional Wisdom (2011)
- Driven to Distraction (2011)
- For Sale by Owner (2011)
- Home Movies (2011)
- Miss Havisham Regrets (2011)
- The Queen is Dead, Long Live the Queen (2011)
- Safety First (2011)
- To Catch a Fish (2011)
- Too Many Cooks (2011)
- Two Sisters (2011)
- Vital Signs (2011)
- With Love, Marjorie Ann (2011)

### Nouvelles
- With Love, Marjorie Ann (1999)
- For Sale by Owner (2000)
- Conventional Wisdom (2000)
- To Catch a Fish (2001)
- Too Many Cooks (2002)
- Safety First (2003)
- Vital Signs (2006)
- Miss Havisham Regrets (2004)
- Driven to Distraction (2006)
- The Queen is Dead, Long Live the Queen (2005)
- Home Movies (2006)
- Two Sisters (2007)
- Can You Hear Me Now? (2009)

### Essais
- A Second Helping of Murder: More Diabolically Delicious Recipes from Contemporary Mystery Writers (2003)
- Now Write! Mysteries (2012)

## Prix et distinctions notables
- Nomination au prix Agatha 1999 du meilleur premier roman pour Sing It to Her Bones.
- Prix Agatha 2002 de la meilleure nouvelle pour Too Many Cooks.
- Prix Agatha 2005 de la meilleure nouvelle pour Driven to Distraction.